# ارتفاع مثبت خالص مکش
در یک مدار هیدرولیک ، ارتفاع مثبت خالص مکش (NPSH) ممکن است به یکی از دو کمیت در تجزیه و تحلیل حفره‌زایی اشاره داشته باشد:
1. NPSH موجود (NPSH A ): اندازه‌گیری میزان نزدیکی سیال در یک نقطه معین به تقطیر ناگهانی و به همین ترتیب به کاویتاسیون می‌باشد. از نظر فنی، فشار مطلق منهای فشار بخار مایع است.
2. NPSH مورد نیاز (NPSH R ): مقدار هد در سمت مکش (به عنوان مثال ورودی پمپ) مورد نیاز برای دور نگه داشتن سیال از حفره (ارائه شده توسط سازنده) است.

NPSH به ویژه در داخل پمپ‌های گریز از مرکز و توربین‌ها ، که بخش‌هایی از یک سیستم هیدرولیک هستند که در برابر کاویتاسیون آسیب‌پذیر هستند، مرتبط است. اگر کاویتاسیون رخ دهد، ضریب پسار پره‌های پروانه به شدت افزایش می‌یابد - احتمالاً جریان را به طور کلی متوقف می‌کند - و قرار گرفتن در معرض طولانی مدت به پروانه آسیب می‌رساند.

## ارتفاع مثبت خالص مکش در پمپ

یک مدار پمپاژ هیدرولیک ساده، نقطه O سطح مکش آزاد و نقطه i ورودی پروانه است.

در یک پمپ، کاویتاسیون ابتدا در ورودی پروانه رخ می‌دهد.  با نشان دادن ورودی با i ، NPSH A در این نقطه به صورت زیر تعریف می شود:
{\displaystyle {\text{NPSH}}_{A}=\left({\frac {p_{i}}{\rho g}}+{\frac {V_{i}^{2}}{2g}}\right)-{\frac {p_{v}}{\rho g}}}
جایی که {\displaystyle p_{i}} فشار مطلق در ورودی است، {\displaystyle V_{i}} سرعت متوسط در ورودی است، {\displaystyle \rho } چگالی سیال است، {\displaystyle g} شتاب گرانش است و {\displaystyle p_{v}} فشار بخار سیال است. باید توجه داشت که NPSH معادل مجموع هر دو سر استاتیک و دینامیک - یعنی سر رکود - منهای سر فشار بخار تعادلی است، بنابراین "ارتفاع مثبت خالص مکش".